# 直撃地獄拳 大逆転
『直撃地獄拳 大逆転』（ちょくげきじごくけん だいぎゃくてん、The Executioner II: Karate Inferno ）は、1974年の日本映画。主演：千葉真一、監督・脚本：石井輝男、製作：東映、カラー・シネマスコープ、86分。『地獄拳シリーズ』の第二作。

## ストーリー
慈善団体会長であるザビーネ夫人の娘・ジュリーが誘拐され、団体が展示予定だった宝石「ファラオの星」もともに奪われた。元警視総監・嵐山は、これらの奪還のため、かつて麻薬密輸ギャングを壊滅させた甲賀・隼・桜の3人をふたたび集結させる。ところが3人の干渉もむなしく、ジュリーと宝石は、保険会社が供出した莫大な身代金と引き換えに無事にザビーネのもとに戻り、そこでやり取りされた宝石も偽物であったことが明らかになる。これらはザビーネの側近・ブルーノの背後にいるシカゴマフィアによる、大規模な保険金搾取計画だった。
3人は外資系のロジャース銀行・日本支店ビルに宝石と身代金が保管されていることを突き止め、復讐のため、それらを盗み返す計画を練った。厳重な警備と警報装置をすり抜け、宝石と身代金を手にしたものの、マフィアたちに見つかり、格闘の末、全員を倒す。そこへ、もともとの彼らの依頼人である保険会社の会長とその秘書が現れ、正体を明かす。彼らは警視庁捜査一課長・衆木と香港警察の女刑事・シューレイで、マフィア壊滅のために3人を利用していたのだった。衆木は3人の活躍をたたえたものの、ただちに網走刑務所への入監を命じた。

## キャスト

### 出演者
※クレジットタイトル順
- 千葉真一 - 甲賀龍一

甲賀忍法第二十四代宗家。私立探偵をやめ、陸上自衛隊のレンジャー部隊に所属していたが、嵐山の依頼を受け、ふたたび隼・桜と組む。
- 志穂美悦子 - 紅美湖（シューレイ）

保険会社社長秘書。正体は警視庁捜査一課長・衆木とともにシカゴマフィアを追う香港警察の女刑事。
- 中島ゆたか - 恵美

嵐山の姪。3人の再集結に尽力したのち、ロジャース銀行の金庫破り作戦にも協力する。
- 山城新伍 - 自衛隊員・防衛庁検査官（二役）

ど近眼の兵器保管部員と、その兄。弟は検査官を装った甲賀らにパラシュートなどを奪われ、あとでやってきた兄に叱責される。
- 郷鍈治 - 桜一郎

通称「トンチキ」。日本伝合気道場師範で、金庫破りの達人。好色家の脱獄死刑囚。
- 佐藤允 - 隼猛

一匹狼の殺し屋。元は嵐山の配下だった警視庁麻薬課の刑事。
- 葉山良二 - 本橋剛二

自衛隊二等陸佐でレンジャー部隊の隊長。甲賀の上官。
- 名和広 - ブルーノ今村

ザビーネ夫人の秘書兼通訳。正体はシカゴマフィアのボス。
- 室田日出男 - 辰造

隼の元手下で、電気工事の作業員。「ファラオの星」奪還計画に協力する。
- 白石襄 - ジャッカル

ブルーノの子分。
- 松井康子 - 中条華子

桜の内縁の妻。
- 中田博久 - 自衛隊員
- トニー・セテラ - リコ

ロジャース銀行総支配人で、シカゴマフィアの一味。甲賀たちに金庫を破られたため、ブルーノに粛清される。
- ハニー・ブラウン - ザビーネ・カウフマン

国際慈善会議名誉会長。宝石「ファラオの星」の所有者で、ブルーノらマフィアによる保険金搾取計画に巻き込まれる。
- 安岡力也 - 片目のサミー

ブルーノの子分。
- 日尾孝司 - ブラックウルフ

ブルーノの子分。
- ダニエル・ヘヒター - ジュリー

ザビーネの娘を誘拐する。
- 久地明 - ワンパンチジム

ブルーノの子分。
- 畑中猛重 - ジャックナイフジョー

ブルーノの子分。
- 青木卓司 - たい子の相手
- 舞砂里 - 山隅たい子

ザビーネ夫人のマンションの隣に住む女。
- ジャパン・アクション・クラブ（J.A.C.）
- 松井紀美江 - 若い娘A
- 東島祐子 - 若い娘B
- 嵐寛寿郎[注釈 1] - 鬼虎

網走刑務所で終身刑の囚人。移送された甲賀たちを迎える。網走番外地シリーズの登場人物である。
- 丹波哲郎（特別出演）- 衆木公威

保険会社会長に変装して甲賀たちに接近した警視庁捜査一課長。甲賀たちを逮捕する。
- 池部良（特別出演）- 嵐山

元警視総監。恵美の叔父。マフィア壊滅のため、ふたたび甲賀たちを召集する。

### ノンクレジット
- 山浦栄
- 清水照夫
- 春田三三夫
- 高橋健二
- 栗原敏
- 井上誠吾
- 高橋利道

## スタッフ
※クレジットタイトル順
- 企画 - 矢部恒・坂上順
- 脚本 - 石井輝男・橋本新一
- 撮影 - 出先哲也
- 録音 - 広上益弘
- 照明 - 梅谷茂
- 美術 - 藤田博
- 音楽 - 鏑木創
- 編集 - 祖田冨美夫
- 助監督 - 橋本新一
- 記録 - 山内康代
- スチール - 遠藤努
- 進行主任 - 志村一治
- 擬斗 - 日尾孝司
- 装置 - 根上徳一
- 装飾 - 米沢一弘
- 美粧 - 住吉久良蔵
- 美容 - 石川靖江
- 協力 - オリエント時計株式会社
- 衣裳 - 内山三七子
- 演技事務 - 石川通生
- 現像 - 東映化学
- 監督 - 石井輝男

## 製作
石井輝男は本作を「ぼくはあまり空手映画が好きではないんです。それで、このままカラテ映画のオーダーが次々来るのも嫌だなと思って、だったらもうデタラメで喜劇にしてしまえと思って。東映もあんな物が出来るとは夢にも思ってなかったんじゃないですか。第3作目の話は来なかったですからね」と語っている。